# Brandmunition

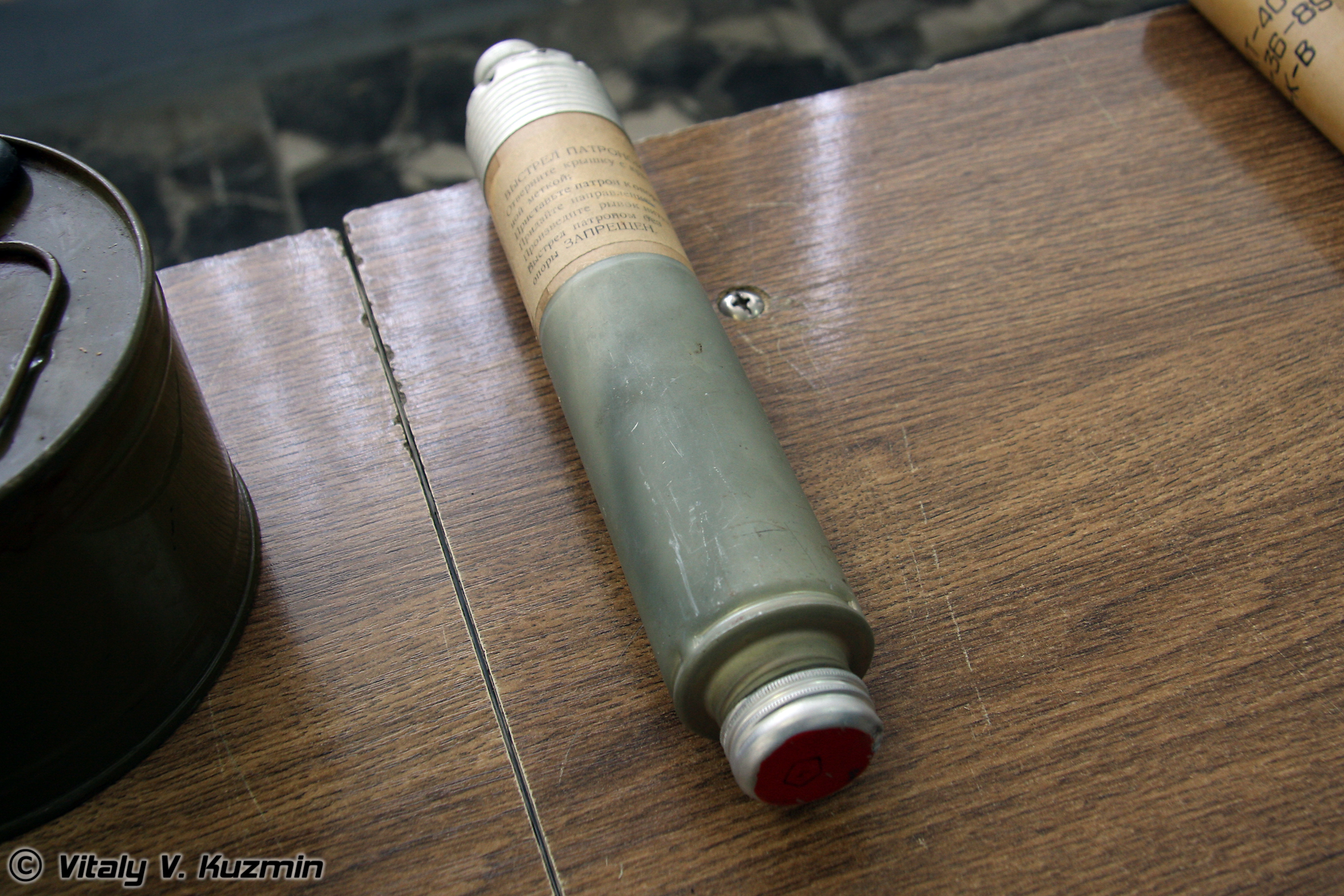
Russische Rauchbrandgranate im Kaliber 50 mm

Brandmunition ist eine Munitionssorte, die den Zweck hat, das Ziel durch Brand zu zerstören.
Es gibt Brandmunition in Form von Patronenmunition für Geschütze und Kleinwaffen und als Brandbomben.
Phosphorbomben können sowohl als Brandmunition wie auch als Nebelkampfstoff eingesetzt werden.
Ein Genfer Protokoll von 1980 verbietet den Einsatz von Brandmunition gegen die Zivilbevölkerung.